# Смертна ніч
«Сме́ртна ніч» (англ. The Dying Night) — науково-фантастична повість американського письменника Айзека Азімова, вперше опублікована у липні 1956 року в журналі «The Magazine of Fantasy & Science Fiction». Увійшла до збірок «Дев'ять завтра» (1959), «Детективи Азімова» (1968) та «The Best of Isaac Asimov» (1973).

## Сюжет

За один орбітальний період, Меркурій робить 1.5 оберти. За два обороти навколо Сонця та сама точка освітлюється знову.

Три астрономи, які працюють на Місяці, Меркурії і астероїді Церера, зустрічаються вперше за десять років під час конференції на Землі. Вони також зустріли колишнього однокласника Ромеро Вільєрса, який працював на Землі через хворобу. Вільєрс стверджує, що винайшов телепортаційний пристрій, але вмирає при підозрілих обставинах.
Інший вчений — Мандел, єдиний хто бачив демонстрацію пристрою, підозрює, що Вільєрс був убитий одним зі своїх однокласників, і висловлює їм свою підозру. В ході розслідування, мікрофільм із науковим звітом Вільєрса знаходиться на карнизі за вікном кімнати покійника, але він виявляється зруйнованим впливом сонячного світла. Після цього однокласники починають підозрювати Мандела, оскільки вони після довгого життя поза Землею побоялись би відкривати вікно.
Кожний з підозрюваних заперечує звинувачення. Вендел Ерс, ексцентричний вчений, який мав успіх у розслідуваннях злочинів, пропонує свою допомогу. Він вказує на астронома, що працював на Меркурії. Ключем до розгадки є те, що Меркурій має одну сторону, завжди спрямовану від Сонця. Винний сховав плівку в місце, яке вважав уночі, коли сталося вбивство, безпечним, тому що він звик до нескінченної меркуріанської ночі.

## Неточності
Після написання оповідання, було виявлено, що Меркурій не має синхронного обертання із Сонцем).
У Меркурія спін-орбітальний резонанс рівний 3:2, тобто, за два меркуріанських роки (по 88 земних діб) планета здійснює три оберти навколо своєї осі (по 58 земних діб). Враховуючи однаковий напрямок обертання по орбіті та навколо своєї осі, меркуріанська сонячна доба триває 2 меркуріанські роки.
Азімов зауважив це в наступних виданнях оповідання.